# 福島県営あづま球場

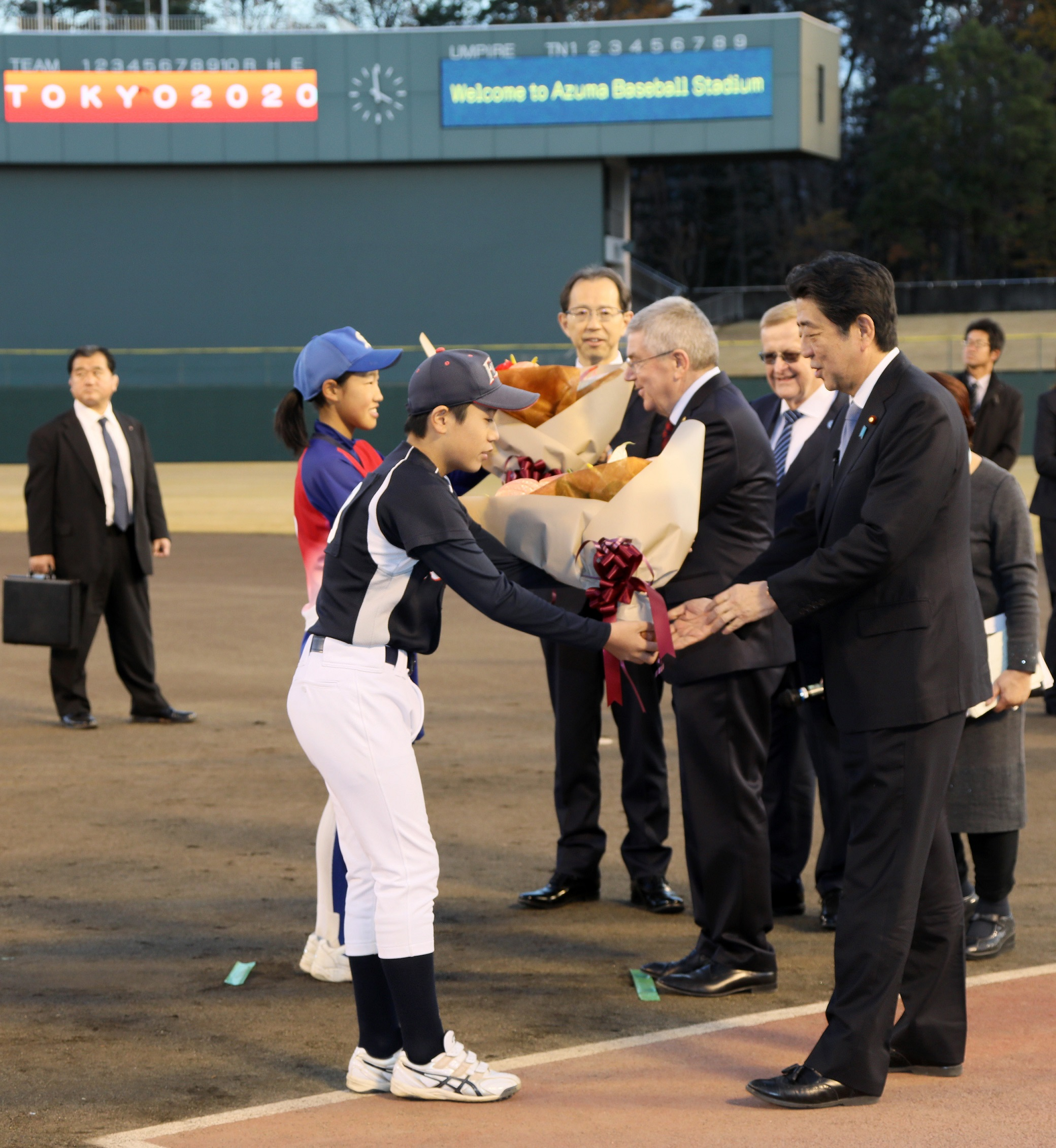
2018年11月、当時の日本国内閣総理大臣 安倍晋三と国際オリンピック委員会会長トーマス・バッハが福島県を訪問。今大会会場の福島県営あづま球場を視察し、地元の野球少年から花束を受け取る

福島県営あづま球場（ふくしまけんえいあづまきゅうじょう）は、福島県福島市の福島県あづま総合運動公園内にある野球場。施設は福島県が所有し、福島県都市公園・緑化協会が指定管理者として運営管理を行っている。

## 歴史
1986年9月完成。当時、東北地方6県では最大規模の野球場だった。
同年9月13日に落成式が行われ、同日から18日まで開催された第41回天皇賜杯全日本軟式野球大会がこけら落としとなった。なお、初戦は日東紡績福島工場対松下電工四日市Aで、日東紡績が2-0で勝利。大会の優勝は鳥取三洋電機だった。
翌1987年からはプロ野球公式戦でも使用され始めた。初ゲームは同年5月9日・10日の阪急ブレーブス対ロッテオリオンズ2連戦。初日の9日は6-0でロッテが勝利、翌日は2-2で引き分けに終わった。
その後、球場完成時には無かった照明設備が追加設置され、ナイトゲームの開催が可能となった。スコアボードの得点表示部は開場当初から初期型のLEDのものを使用していたが、画素が粗い上に照度が低いため見づらく、観客などからも不評だったことから、2000年シーズンに磁気反転式に改修された。
現在では年に数回開催されるプロ野球公式戦や高校野球・社会人野球など、幅広く使用されている。
なお、設備の経年劣化に伴い、福島県では改修を計画しており、2013年（平成25年）春にスコアボードがLED方式となった。また、2013年12月から2014年（平成26年）12月まで球場内の除染作業を行うため、立入禁止となっていたほか、カウント表示もSBOからBSOに改良された。
2015年から、ベースボール・チャレンジ・リーグに加入した福島ホープスが公式戦を開催していた。2015年の公式戦試合数は5試合で、いわきグリーンスタジアムに次ぐ2位であったが、地区チャンピオンシップ1試合を実施しており、主たる開催球場の一つとなっていた。2016年は10試合を実施し、前年に続いてチームでは2番目に多かった（最多は郡山総合運動場開成山野球場の15試合）。しかし、運営会社が代わり、チーム名が福島レッドホープスとなった2019年から4シーズン開催がなかった。2023年5月28日に、5年ぶりに主催試合が実施された。
2017年3月、国際オリンピック委員会理事会において2020年夏季オリンピックの野球・ソフトボール競技のサブ会場となることが承認された。
2018年6月23日、日米対抗ソフトボール2018の第3戦が開催された。以降、当球場にて同大会が不定期に開催されている。
2019年9月、グラウンドに人工芝が敷設された。外野フェンスは選手のけがを防止するため、衝撃吸収材が従来の8cmから14cmに厚くなった。のり面だった外野席は安全性を考慮し、両翼を約700人が観戦可能な5〜7段の階段状に改修した。追加工事を含む総事業費は約13億円で、スポーツ振興くじ助成金（補助率4分の3）を活用している。
2021年7月21日、22日東京オリンピックのソフトボール競技が行われる。
2021年7月28日、東京オリンピックの野球競技が行われる。
野球以外のイベントでは、2011年8月15日に福島のアートプロジェクトプロジェクトFUKUSHIMA!が主催する音楽イベント「フェスティバルFUKUSHIMA!」の会場にもなった。

## 主なエピソード
スコアボード故障事故
2005年4月5日に開催された東北楽天ゴールデンイーグルス対北海道日本ハムファイターズ1回戦の試合中、スコアボードが故障するハプニングが発生した。
3回表の日本ハムの攻撃中、磁気反転式の得点表示部と信号灯式のカウント表示部（SBOランプ）の表示ができなくなった。その後カウント表示部は復旧したものの、得点表示部は制御できない状態が続いたため、球場職員らが急遽スコアボード棟の屋上に上がり、白い紙にイニングスコアを手書きして掲出した。試合は延長10回、5-4で日本ハムが勝利した。故障原因はスコアボード制御部にトラブルが発生したことにより、機器の基板の一部が焼損したためと判明した。
また2009年7月7日、楽天対千葉ロッテマリーンズ9回戦の試合中にもスコアボードが故障した。2回にイニングスコアとカウントの表示が全て消えて作動しなくなり、更に3回のイニング間には得点が誤って表示されるなどの不具合が生じた。これは選手控室で軽食を準備する際に負荷の大きい調理器具を使用したため、ブレーカーが遮断されたのが原因。故障の間も試合は続行され、ボールカウントや得点経過は場内アナウンスで伝える措置が取られた。試合は初回、ロッテが竹原直隆の満塁本塁打などで5点を先制して終始圧倒し、10-4で勝利した。
なお福島県内での楽天主催公式戦は、2009年シーズンまでは当球場といわき市に所在するいわきグリーンスタジアムの2球場で主に開催されていたが、2010年シーズンからは同年春に大規模改修事業が完了した郡山市の郡山総合運動場開成山野球場での開催に移行しており、同年以降は前掲両球場での公式戦は開催されていない。但し2011年5月10日に郡山で予定していた対北海道日本ハム1試合は、東日本大震災への対応などのため開催中止となり、開催地はクリネックススタジアム宮城に変更された（詳細は同球場の項目を参照）。
16年ぶり巨人主催試合
2006年6月13日、読売ジャイアンツ対オリックス3回戦が開催された。巨人があづま球場で主催公式戦を開催するのは1990年以来16年ぶりのことだった。スタンドは満員（入場者数19,442人）となったが、連敗中で不調の巨人は攻守に精彩を欠き、試合は5-1でオリックスが勝利した。2008年にも巨人対オリックスが開催され、このときは巨人が勝利した。
ヤクルト対巨人戦
2009年7月14日、東京ヤクルトスワローズ対巨人9回戦が開催された。ヤクルトが巨人戦を地方で開催するのは、オーナー企業がヤクルトとなってから初のことであった。このカードは翌7月15日の本拠地明治神宮野球場との変則2連戦となっていたが、これは当初秋田県立野球場（こまちスタジアム）での開催を予定していたものの地元側の調整が付かず、やむなく変則日程を組むことになったものである。試合は巨人先発の東野峻がプロ初完封を記録し、4-0で巨人が勝利した。
2011年7月29日にもヤクルト対巨人15回戦が開催された。試合は青木宣親が1号本塁打を放ち、投げてはヤクルト先発の村中恭兵がプロ入り初完投を初完封で飾る好投を見せ、ヤクルトが2-0で勝利した。なお同年は前述の開成山球場でも6月に巨人主催で2試合が開催され、結局同年シーズンは福島県内で同カードが計3試合開催された。
2015年8月4日(火)に、東京ヤクルト対巨人15回戦が18:20開始で開催された。当球場での同カードは4回目だが、東京ヤクルト主催の対巨人戦は4年ぶり3回目の開催となる。
2017年6月28日(水)に、東京ヤクルト対巨人10回戦が前回と同様に18:20開始で開催された。当球場での同カードは5回目だが、東京ヤクルト主催の対巨人戦は2年ぶり4回目の開催となる。
5年ぶり巨人主催試合
2013年7月10日(水)に、巨人対ヤクルトが開催された。このカードで巨人主催は初めて。試合は6-2で巨人が勝利した。入場者数は17152人。

## 施設概要
- 両翼：100m、中堅：122m
- 内外野：野球専用人工芝（ミズノ社製 MS Craft Baseball Turf、ミズノ社・積水樹脂社の共同開発）
- スコアボード：フルカラーLED方式（簡易フリーボード）[1]
- 照明設備：6基（最大照度：投捕間2800Lx）
- 収容人員：30,000人 （内野：14,390人、外野：15,610人）
- スタンド：内野：全席セパレート席、外野：全面芝生

## 記念碑
2021年（令和3年）に東京五輪の野球・ソフトボール競技の会場となったことから、球場正面の入口付近に記念碑や対戦カードを記した銘板が設置されることになった。

## その他
コナミデジタルエンタテインメントのスマホゲームプロ野球スピリッツAで2020年6月26日からゲーム内アップデートで同球場が追加される。また、同年7月9日発売のeBASEBALLパワフルプロ野球2020でも同球場のデータが収録される。

## 運動公園内その他の施設
- 福島県営あづま陸上競技場
- 福島県営あづま総合体育館